# 瓦氏擬鱨
瓦氏擬鱨（学名：Pseudobagrus vachellii）是輻鰭魚綱鯰形目鱨科拟鲿属的其中一種，為亞熱帶淡水魚類，分布於亞洲中國與越南淡水流域，體長可達35公分，棲息在底層水域，生活習性不明。

## 扩展阅读
維基物種上的相關：瓦氏擬鱨